# I liga urugwajska w piłce nożnej (1959)
- Mistrz Urugwaju 1959: CA Peñarol
- Wicemistrz Urugwaju 1959: Club Nacional de Football
- Copa Libertadores 1960: CA Peñarol
- Spadek do drugiej ligi: Danubio FC
- Awans z drugiej ligi: Fénix Montevideo

Mistrzostwa Urugwaju w roku 1959 były mistrzostwami rozgrywanymi według systemu, w którym wszystkie kluby rozgrywały ze sobą mecze każdy z każdym u siebie i na wyjeździe, a o tytule mistrza i dalszej kolejności decydowała końcowa tabela.

## Primera División

### Kolejka 1
| Mecz                                              |
| ------------------------------------------------- |
| CA Peñarol – Danubio FC 2:1                       |
| Club Nacional de Football – Defensor Sporting 1:1 |
| Racing Montevideo – Rampla Juniors 2:1            |
| Liverpool Montevideo – Sud América Montevideo 2:1 |
| Montevideo Wanderers – CA Cerro 4:4               |

### Kolejka 2
| Mecz                                              |
| ------------------------------------------------- |
| Club Nacional de Football – Racing Montevideo 2:0 |
| CA Peñarol – Rampla Juniors 3:0                   |
| Montevideo Wanderers – Danubio FC 3:0             |
| CA Cerro – Liverpool Montevideo 2:1               |
| Sud América Montevideo – Defensor Sporting 3:1    |

### Kolejka 3
| Mecz                                                 |
| ---------------------------------------------------- |
| CA Peñarol – Sud América Montevideo 2:1              |
| Club Nacional de Football – Liverpool Montevideo 3:2 |
| Defensor Sporting – Danubio FC 4:3                   |
| Montevideo Wanderers – Racing Montevideo 2:1         |
| Rampla Juniors – CA Cerro 4:0                        |

### Kolejka 4
| Mecz                                                 |
| ---------------------------------------------------- |
| Club Nacional de Football – Montevideo Wanderers 4:0 |
| Danubio FC – Sud América Montevideo 2:1              |
| CA Cerro – CA Peñarol 2:1                            |
| Racing Montevideo – Liverpool Montevideo 2:1         |
| Rampla Juniors – Defensor Sporting 3:3               |

### Kolejka 5
| Mecz                                                   |
| ------------------------------------------------------ |
| CA Peñarol – Liverpool Montevideo 3:1                  |
| Sud América Montevideo – Club Nacional de Football 2:2 |
| CA Cerro – Defensor Sporting 2:1                       |
| Racing Montevideo – Danubio FC 3:2                     |
| Rampla Juniors – Montevideo Wanderers 4:1              |

### Kolejka 6
| Mecz                                           |
| ---------------------------------------------- |
| Defensor Sporting – Liverpool Montevideo 4:0   |
| Racing Montevideo – Sud América Montevideo 1:0 |
| Rampla Juniors – Danubio FC 0:0                |
| CA Peñarol – Montevideo Wanderers 5:2          |
| Club Nacional de Football – CA Cerro 2:0       |

### Kolejka 7
| Mecz                                            |
| ----------------------------------------------- |
| CA Peñarol – Defensor Sporting 2:1              |
| Club Nacional de Football – Danubio FC 4:1      |
| Montevideo Wanderers – Liverpool Montevideo 3:2 |
| Rampla Juniors – Sud América Montevideo 3:1     |
| CA Cerro – Racing Montevideo 4:3                |

### Kolejka 8
| Mecz                                              |
| ------------------------------------------------- |
| CA Peñarol – Club Nacional de Football 2:0        |
| Racing Montevideo – Defensor Sporting 3:0         |
| Danubio FC – CA Cerro 0:0                         |
| Montevideo Wanderers – Sud América Montevideo 2:1 |
| Rampla Juniors – Liverpool Montevideo 1:0         |

### Kolejka 9
| Mecz                                           |
| ---------------------------------------------- |
| Club Nacional de Football – Rampla Juniors 1:0 |
| Liverpool Montevideo – Danubio FC 3:1          |
| CA Peñarol – Racing Montevideo 2:1             |
| Defensor Sporting – Montevideo Wanderers 4:2   |
| CA Cerro – Sud América Montevideo 1:1          |

### Kolejka 10
| Mecz                                              |
| ------------------------------------------------- |
| CA Peñarol – Danubio FC 2:1                       |
| Defensor Sporting – Club Nacional de Football 2:1 |
| Racing Montevideo – Rampla Juniors 2:2            |
| Sud América Montevideo – Liverpool Montevideo 2:1 |
| CA Cerro – Montevideo Wanderers 4:2               |

### Kolejka 11
| Mecz                                              |
| ------------------------------------------------- |
| Club Nacional de Football – Racing Montevideo 0:0 |
| CA Peñarol – Rampla Juniors 0:0                   |
| Montevideo Wanderers – Danubio FC 2:1             |
| Liverpool Montevideo – CA Cerro 2:1               |
| Sud América Montevideo – Defensor Sporting 3:1    |

### Kolejka 12
| Mecz                                                 |
| ---------------------------------------------------- |
| CA Peñarol – Sud América Montevideo 3:1              |
| Liverpool Montevideo – Club Nacional de Football 1:0 |
| Defensor Sporting – Danubio FC 1:1                   |
| Montevideo Wanderers – Racing Montevideo 2:0         |
| CA Cerro – Rampla Juniors 1:0                        |

### Kolejka 13
| Mecz                                                 |
| ---------------------------------------------------- |
| Club Nacional de Football – Montevideo Wanderers 3:0 |
| Sud América Montevideo – Danubio FC 2:1              |
| CA Cerro – CA Peñarol 3:1                            |
| Racing Montevideo – Liverpool Montevideo 2:1         |
| Defensor Sporting – Rampla Juniors 4:2               |

### Kolejka 14
| Mecz                                                   |
| ------------------------------------------------------ |
| CA Peñarol – Liverpool Montevideo 2:2                  |
| Club Nacional de Football – Sud América Montevideo 3:0 |
| Defensor Sporting – CA Cerro 3:1                       |
| Racing Montevideo – Danubio FC 2:1                     |
| Rampla Juniors – Montevideo Wanderers 2:1              |

### Kolejka 15
| Mecz                                           |
| ---------------------------------------------- |
| Liverpool Montevideo – Defensor Sporting 2:1   |
| Racing Montevideo – Sud América Montevideo 1:0 |
| Danubio FC – Rampla Juniors 2:1                |
| Montevideo Wanderers – CA Peñarol 2:1          |
| Club Nacional de Football – CA Cerro 3:1       |

### Kolejka 16
| Mecz                                            |
| ----------------------------------------------- |
| CA Peñarol – Defensor Sporting 2:1              |
| Club Nacional de Football – Danubio FC 1:1      |
| Montevideo Wanderers – Liverpool Montevideo 2:0 |
| Sud América Montevideo – Rampla Juniors 1:0     |
| Racing Montevideo – CA Cerro 3:2                |

### Kolejka 17
| Mecz                                              |
| ------------------------------------------------- |
| Club Nacional de Football – CA Peñarol 1:0        |
| Racing Montevideo – Defensor Sporting 3:1         |
| Danubio FC – CA Cerro 1:0                         |
| Sud América Montevideo – Montevideo Wanderers 2:1 |
| Rampla Juniors – Liverpool Montevideo 2:2         |

### Kolejka 18
| Mecz                                           |
| ---------------------------------------------- |
| Club Nacional de Football – Rampla Juniors 2:1 |
| Liverpool Montevideo – Danubio FC 1:0          |
| CA Peñarol – Racing Montevideo 2:0             |
| Defensor Sporting – Montevideo Wanderers 1:1   |
| CA Cerro – Sud América Montevideo 3:0          |

### Końcowa tabela sezonu 1959
| Poz | Klub                      | Mecze | Zw | Rem | Por | Pkt | BrZd | BrStr |
| --- | ------------------------- | ----- | -- | --- | --- | --- | ---- | ----- |
| 1   | CA Peñarol                | 18    | 12 | 2   | 4   | 26  | 35   | 20    |
| 2   | Club Nacional de Football | 18    | 11 | 4   | 3   | 26  | 33   | 14    |
| 3   | Racing Montevideo         | 18    | 10 | 2   | 6   | 22  | 29   | 25    |
| 4   | CA Cerro                  | 18    | 8  | 3   | 7   | 19  | 31   | 32    |
| 5   | Montevideo Wanderers      | 18    | 8  | 2   | 8   | 18  | 32   | 39    |
| 6   | Defensor Sporting         | 18    | 6  | 4   | 8   | 16  | 34   | 35    |
| 7   | Rampla Juniors            | 18    | 5  | 5   | 8   | 15  | 26   | 26    |
| 8   | Sud América Montevideo    | 18    | 6  | 2   | 10  | 14  | 22   | 30    |
| 9   | Liverpool Montevideo      | 18    | 6  | 2   | 10  | 14  | 24   | 32    |
| 10  | Danubio FC                | 18    | 3  | 4   | 11  | 10  | 19   | 32    |

Wobec równej liczby punktów dwa najlepsze kluby w tabeli rozegrały baraż o tytuł mistrza Urugwaju.
| Data          | Mecz |
| ------------- | --- |
| 20 marca 1960 | CA Peñarol – Club Nacional de Football 2:0 (0:0) mecz rozegrany został na stadionie Estadio Centenario Widzów: 70 000 Sędzia: Pablo Vaga, (Alberto Boullosa, Eduardo Pazos) Czerwone kartki (wszystkie w 87 minucie): Borges, Martínez, Hohberg, Aguerre / Gómez, González, Escalada, Collazo Bramki: 1:0 Luis Alberto Cubilla 78, 2:0 Carlos Abel Linazza 87k Club Atlético Peñarol: Luis Maidana – William Martínez, Milton Alves da Silva "Salvador", Santiago Pino, Néstor Gonçálvez, Walter Aguerre, Luis Alberto Cubilla, Carlos Abel Linazza, Juan Eduardo Hohberg, Alberto Spencer, Carlos Borges. Trener: Roberto Scarone. Club Nacional de Football: Roberto Sosa – Horacio Troche, Edelbert di Fabio, Diego Collazo, Ruben González, Juan Carlos Mesías, Héctor Salvá, Héctor Rodríguez, Walter Gómez, Juan Angel Romero, Guillermo Escalada. Trener: Ondino Viera |

Mistrzem Urugwaju został klub CA Peñarol.

### Klasyfikacja strzelców bramek
| Gole | Piłkarz            | Klub                 |
| ---- | ------------------ | -------------------- |
| 13   | Homero Guaglianone | Montevideo Wanderers |